# Prosindaco
Prosindaco è un titolo utilizzato in Italia con vari significati. È detto prosindaco, anche se la dizione non trova riscontro nella legge attualmente vigente, il consigliere comunale delegato dal sindaco a svolgere le sue funzioni di ufficiale del Governo, esclusa l'emanazione delle ordinanze contingibili ed urgenti, nei quartieri e nelle frazioni del comune di appartenenza. Nei comuni divisi in circoscrizioni di decentramento comunale, invece, la delega può essere data esclusivamente al presidente del consiglio circoscrizionale.
La legge n. 142/1990, abrogata, prevedeva l'elezione di un prosindaco e di due consultori da parte dei cittadini residenti in un municipio, contestualmente all'elezione del consiglio del comune di appartenenza. Dopo la riforma operata dalla legge n. 265/99, ora confluita nel d.lgs. 267/2000 (art. 16), la disciplina dell'organizzazione e del funzionamento dei municipi è demandata agli statuti e regolamenti comunali, sicché in sede legislativa il prosindaco e i consultori non sono più citati.
Alcuni statuti comunali prevedono la possibilità per il sindaco di attribuire il titolo puramente onorifico di prosindaco a un membro della giunta comunale. Infine, si usa talvolta denominare prosindaco il vicesindaco o l'assessore che sostituisce il sindaco in caso di assenza o impedimento. Anche in questo caso l'uso del termine non trova riscontro in sede legislativa.